# هيئة الرقابة النووية والإشعاعية (مصر)
هيئة الرقابة النووية والإشعاعية (بالإنجليزية: Egyptian Nuclear and Radiological Regulatory Authority ENRRA -)‏ هي هيئة حكومية مصرية ذات شخصية اعتبارية وموازنة مستقلة تتبع رئيس مجلس الوزراء، أُنشأت بموجب القانون رقم 7 لسنة 2010 لتتولى كافة الأعمال التنظيمية والمهام الرقابية المتعلقة بالأنشطة النووية والإشعاعية للاستفادة من الاستخدامات السلمية للطاقة الذرية.:ب2، م11 وصدر قرار إنشاء أول مجلس إدارة للهيئة في 8 مارس 2012.

## التشريعات المنظمة
- قانون رقم 7 لسنة 2010: بشأن تنظيم الأنشطة النووية والإشعاعية.[4][5]
  - التعديلات:
    - قانون رقم 211 لسنة 2017.[6][7]

  - اللائحة التنفيذية:
    - قرار رئيس مجلس الوزراء رقم 1326 لسنة 2011.[8]

## مهام الهيئة
طبقا للمادة 12 من القانون رقم 7 لسنة 2010 وتعديلاته
1. إصدار وتعديل وإيقاف وتجديد وسحب وإلغاء كافة أنواع التراخيص للمنشآت والأنشطة النووية والإشعاعية والتراخيص الشخصية للمتعاملين مع الإشعاعات المؤينة، وفقا لأحكام هذا القانون.
2. الغلق الإداري للأماكن التي تستخدم فيها الإشعاعات المؤينة بالمخالفة لأحكام هذا القانون ولائحته التنفيذية والقرارات الصادرة المنفذة لهما.
3. إصدار القرارات والقواعد الملزمة للمرخص لهم في حالات الضرورة لتدعيم وتأكيد أمن وأمان الممارسة، وبما لا يتعارض وشروط الترخيص الممنوح.
4. الحصول على جميع الوثائق والمستندات والمعلومات المتعلقة بمهامها من القائمين على المنشآت والأنشطة النووية والإشعاعية والخاضعة لرقابتها مع الالتزام بالحفاظ على سرية ما تحصل عليه.
5. ممارسة المهام التنظيمية والرقابية، ومنها:

- - مراجعة وتقييم تحاليل الأمان بما في ذلك التقارير المقدمة من طالب الترخيص وإصدار القرارات بشأنها وفقا للنظم المقررة في هذا الشأن.
  - إجراء التفتيش التنظيمي على كافة الممارسات النووية والإشعاعية المختلفة في كافة المراحل.
  - وضع القواعد المنظمة للتخطيط طويل الأجل للمواقع الخاصة بالتصرف في النفايات المشعة وحفظ الوقود النووي المستهلك، وممارسة الرقابة على هذه المواقع.

1. ممارسة المهام التنظيمية والرقابية في مجال التخطيط والاستعداد والمجابهة لحالات الطوارئ النووية والإشعاعية على النحو المبين في هذا القانون ولائحته التنفيذية والقرارات المنفذة لهما.
2. توعية الجمهور بالعملية التنظيمية للأنشطة النووية والإشعاعية ووضع وسائل وإجراءات إشراكه فيها والتأكد من اتخاذ التدابير اللازمة لنشر ثقافتي الأمن والأمان النوويين لديه والرد على أى معلومات يطلبها حول وضع الأمان النووي والإشعاعي في المنطقة التي يقيم فيها، ما لم تكن هذه المعلومات بطبيعتها سرية.
3. التنسيق مع الجهات الأخرى الحكومية وغير الحكومية المختصة في مجالات عمل الهيئة.
4. الاتصال بالجهات التنظيمية والرقابية في الدول الأجنبية، وبالمنظمات الدولية لتعزيز التعاون وتبادل المهام التنظيمية الرقابية.
5. وضع النظم الخاصة بالأنشطة المبررة ومنها تلك المنطوية على استخدام مصادر إشعاعية تدخل في تشعيع الأغذية والمشروبات وفي صناعة مستحضرات التجميل وأية سلعة أخرى تخصص للاستعمالات البشرية.
6. وضع النظم الخاصة بالمستويات الإشعاعية المسموح بها في حالات استيراد أو جلب أو إنتاج أو تصدير أي مواد غائية أو أي مواد غذائية أو أي مواد أخرى تخص الاستعمال البشرى.
7. التفتيش على الموقع التي يتم فيها أو يتم من خلالها توريد منتجات أو خدمات ذات صلة مباشرة بالأمان وفقًا للتنظيمات المعمول بها في هذا الشأن.
8. طلب الرأي والمساعدة من الهيئات الدولية والاستشارية أو منظمات الدعم الفني أو المكاتب الاستشارية المتخصصة أو الجامعات لتدعيم وتطوير القيام بمهامها الرقابية وفقًا للنظم المعمول بها في هذا الشأن.
9. وضع النظم الخاصة بإلزام المشغلين بإجراء تقييمات للأمان النووي والإشعاعي بما يشمل عمليات إعادة تقييم الأمان أو استعراضات الأمان الدورية طوال عمر تشغيل أي من المنشآت النووية.
10. إبداء الرأي في مشروعات القوانين المتعلقة بالأنشطة النووية والإشعاعية.
11. إصدار تقارير ربع سنوية للجمهور عن الموقف الإشعاعي القومي ونشرها بالجريدة الرسمية وبالصحف وبوسائل الإعلام.
12. وضع تقرير عما تراه من مخالفات لأحكام القانون ولائحته التنفيذية.» – القانون المصري، المادة 12 من القانون رقم 7 لسنة 2010 وتعديلاته

## رؤساء الهيئة
- سامى شعبان عطا الله.[10]
- محمد رضا عز الدين.[11]
- مصطفى عزيز.[3]